# Рафаел Ибанез
Рафаел Ибанез (енгл. Raphaël Ibañez; 17. фебруар 1973) бивши је рагбиста и капитен рагби репрезентације Француске.

## Биографија
Висок 178 цм, тежак 100 кг, играо је на позицији број 2 - Талонер (енгл. Hooker). У каријери је наступао за Дакс, Перпињан, Олимпик Кастр, Сараценс и Воспс. За "галске петлове" је одиграо 98 тест мечева и постигао 40 поена. Играо је у финалу светског првенства 1999. када је Француска поражена од Аустралије.